# Tina Romero
Tina Romero  (New York, Amerikai Egyesült Államok, 1949. augusztus 14. –) mexikói–amerikai színésznő.

## Élete és pályafutása
1949. augusztus 14-én született New Yorkban mexikói szülők gyermekeként. 1958-ban Mexikóba költöztek. 1989. április 10-én született meg lánya, Cristina.
Nagyon híres sorozatokban játszott: A vipera, Rosalinda, María del Carmen, Pasión, Mi pecado.

## Szerepei
- Quiero amarte (2014) – Rebeca Olazábal
- Dama y obrero (2013) – Alfonsina Mendoza
- Rosario (2013) – Griselda
- A szív parancsa (2012) – Rosario "Chayo" Sánchez
- Csoda Manhattanben (2011–2012) – Carmen Moreno "La Nana"
- Llena de amor (2010) – Paula
- Mi pecado (2009) – Asunción Torres
- Verano de amor (2009) – Pura Guerra
- El juramento (2008) – Silvia
- Pasión (2007) – Criada
- Amarte así (2005) – Evangelina Lizuralde
- El juego de la vida (2001) – Mercedes Pacheco
- María del Carmen (2000) – Jacinta
- Rosalinda (1999) – Dolores Romero
- A vipera (1998) – Irma Moguel
- La culpa (1996) – Lorena
- Alondra (1995) – Cecilia
- Buscando el paraíso (1994) – Elsa
- Mágica juventud (1992)
- Muchachitas (1991) – Verónica
- Cadenas de amargura (1991) – Martha Gastelum
- La hora marcada  – Carmen (1989)
- Simplemente María (1989) – Gabriela
- La Casa al Final de la Calle (1987) – Marina
- El Rincón de los Prodigios (1987)
- Aprendiendo a Vivir (1984) – Silvia
- Bella y Bestia (1979)
- Parecido al Amor (1979)
- Ángel Guerra (1979) – Dulcenombre
- Santa (1978) – Santa

## Fordítás
- Ez a szócikk részben vagy egészben  a   Tina Romero című angol Wikipédia-szócikk fordításán alapul.  Az eredeti cikk szerkesztőit annak laptörténete sorolja fel. Ez a jelzés csupán a megfogalmazás eredetét és a szerzői jogokat jelzi, nem szolgál a cikkben szereplő információk forrásmegjelöléseként.